# Jérôme Owono-Mimboe
Jérôme Owono-Mimboe (ur. 4 lutego 1933 w Ngoulémakong, zm. 15 lipca 2016) – kameruński duchowny katolicki, biskup Obali 1987-2009.

## Życiorys
Święcenia kapłańskie otrzymał 22 lipca 1962.
3 lipca 1987 papież Jan Paweł II mianował go biskupem diecezjalnym Obali. 6 września 1987 z rąk arcybiskupa Jeana Zoi przyjął sakrę biskupią. 3 grudnia 2009 ze względu na wiek złożył rezygnację z zajmowanej funkcji na ręce papieża Benedykta XVI.
Zmarł 15 lipca 2016.